# 阮氏卞
阮昭妃（越南语：／；1685年—1725年8月17日），名阮氏卞（越南语：／），號玉蓮，越南鄭阮紛爭時期阮主阮福淍的妃子。
阮氏蘭是左中奇潤澤侯長女，显宗納為宮嬪，生有一子，是為掌奇晟明侯（一說是晟郡公）阮福澧。黎保泰六年七月初十日（1725年8月17日），阮氏卞薨，贈為昭妃列夫人（越南语：／）。景興八年七月二十日（1747年8月25日）改葬在良福社。